# Kanton Mauges-sur-Loire
Het kanton Mauges-sur-Loire, tot 5 maart 2020 La Pommeraye,  is een kanton van het Franse Maine-et-Loire.

## Geschiedenis
Bij toepassing van het decreet van 26 februari 2014, werd Het kanton op 22 maart 2015 gevormd door de samenvoeging van de kantons Champtoceaux en Saint-Florent-le-Vieil, waarvan de gemeenten op 15 december van hetzelfde jaar werden samengevoegd tot respectievelijk de commune nouvelle Orée d'Anjou en Mauges-sur-Loire. Door deze fusies nam het aantal gemeenten in het kanton af van de oorspronkelijke 20 tot de huidige 2.

## Gemeenten
Het kanton omvat de volgende gemeenten:
- Mauges-sur-Loire
- Orée d'Anjou